# Arthur Roose
Arthur Roose (auch Artur, Pseudonym Ärni Raudoja, * 2. Augustjul. / 15. August 1903greg. in Tartu; † 19. März 1929 ebenda) war ein estnischer Schriftsteller, Kritiker und Übersetzer.

## Leben
Roose besuchte einige Jahre das Hugo-Treffner-Gymnasium in Tartu, musste es aber 1921 aus gesundheitlichen Gründen verlassen. Danach schlug er sich mit dem Schreiben von Artikeln und Kritiken für Zeitungen durch. Mehrmals hielt er sich bei Verwandten in Polen auf, um Polnisch zu lernen (1924/25, 1928). Im Laufe des Jahres 1928 zeigten sich Symptome einer psychischen Erkrankung, weswegen er im Frühjahr 1929 in die Tartuer Nervenheilanstalt eingewiesen wurde. Kurz nach seiner Entlassung erkrankte er an einer Lungenentzündung und starb.

## Werk
Rooses Werk, das aus einem Roman und einigen verstreut und teils postum erschienenen Novellen besteht, ist dem sogenannten „Vorstadtrealismus“ zuzuordnen, dessen herausragendster Vertreter August Jakobson war. Sein einziger Roman, Das Rattennest, schildert einen alternden Junggesellen in ärmlichen Verhältnissen, der sich der Annäherungsversuche dreier Frauen erwehren muss. Gleichzeitig werden in den Wänden seiner Behausung die Ratten zusehends aktiver, letztlich scheinen sie das Ruder zu übernehmen, jedenfalls bekommt der Mann selbst „rattenähnliche“ Züge. Am Ende geht das Haus des Protagonisten in Flammen auf.
Große Bedeutung erlangte Roose als Übersetzer des polnischen Literaturnobelpreisträgers Władysław Reymont, von dem er insgesamt sechs Romane übersetzte, darunter die Tetralogie Die Bauern.

## Bibliografie
- Wõhrupesa ('Das Rattennest'). Tartu: Noor-Eesti 1927. 276 S. (Neuauflage Võhrupesa: Tallinn: Eesti Raamat 2003. 206 S.)